# Višňové (Žilina)
Višňové (ungarisch Felsővisnyó – bis 1907 Visnyó) ist eine slowakische Gemeinde im Bezirk Žilina, im Südosten des Talkessels Žilinská kotlina am Fuß der Kleinen Fatra, etwa 10 km von Žilina entfernt und wird von einem Bach namens Višňovský potok durchflossen.

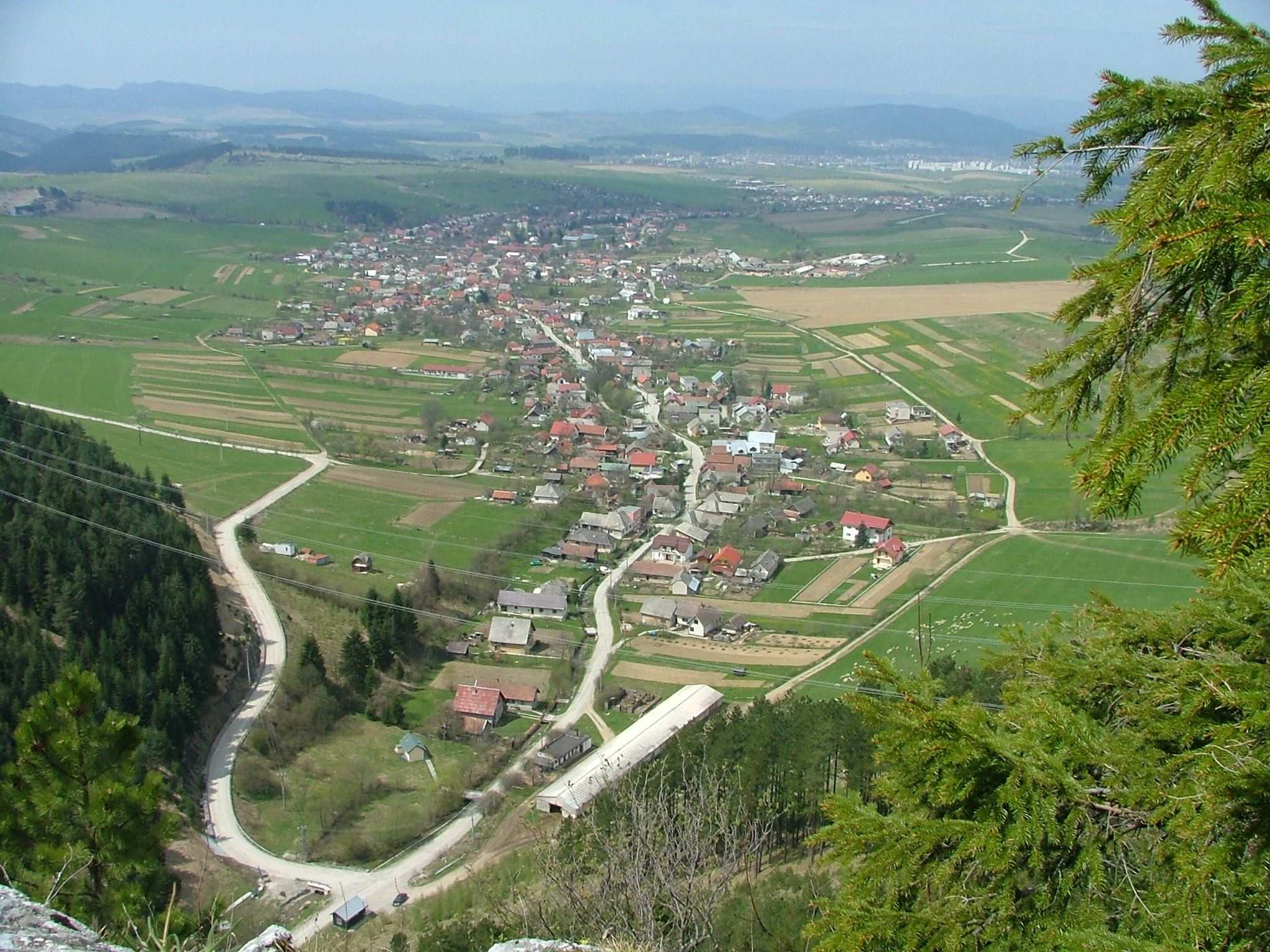
Blick auf Višňové vom Berg Hoblík

## Geschichte
Der Ort wurde zum ersten Mal 1393 erwähnt. In der Herrschaft von Burg Lietava liegender Ort wird als possessio Wysnew erwähnt. Zeitweise gehörte die Ortschaft auch der Burg Strečno. Zwischen 1980 und 1990 war die Gemeinde ein Teil der nordwestlich gelegenen Stadt Žilina.
Entwicklung der Bevölkerung:
| Jahr | Einwohner | Jahr | Einwohner |
| ---- | --------- | ---- | --------- |
| 1529 | 200       | 1910 | 1.324     |
| 1784 | 821       | 1991 | 2.343     |
| 1828 | 1.113     | 2001 | 2.477     |
|      |           | 2011 | 2.703     |

## Verkehr
Nach dem Ort ist der sich in Bau befindliche Autobahntunnel Višňové der Diaľnica D1, der bis Ende 2025 fertiggestellt werden soll, benannt.